# Sompasenjärvi
Sompasenjärvi är en sjö i Övertorneå kommun i Norrbotten och ingår i Torneälvens huvudavrinningsområde. Sjön har en area på 0,219 kvadratkilometer och ligger 75 meter över havet.

## Delavrinningsområde
Sompasenjärvi ingår i det delavrinningsområde (740580-184330) som SMHI kallar för Utloppet av Sompasenjärvi. Medelhöjden är 117 meter över havet och ytan är 2,03 kvadratkilometer. Det finns inga avrinningsområden uppströms utan avrinningsområdet är högsta punkten. Vattendraget som avvattnar avrinningsområdet har biflödesordning 3, vilket innebär att vattnet flödar genom totalt 3 vattendrag innan det når havet efter 104 kilometer. Avrinningsområdet består mestadels av skog (67 procent). Avrinningsområdet har 0,2 kvadratkilometer vattenytor vilket ger det en sjöprocent på 9,9 procent.